# Frimaire

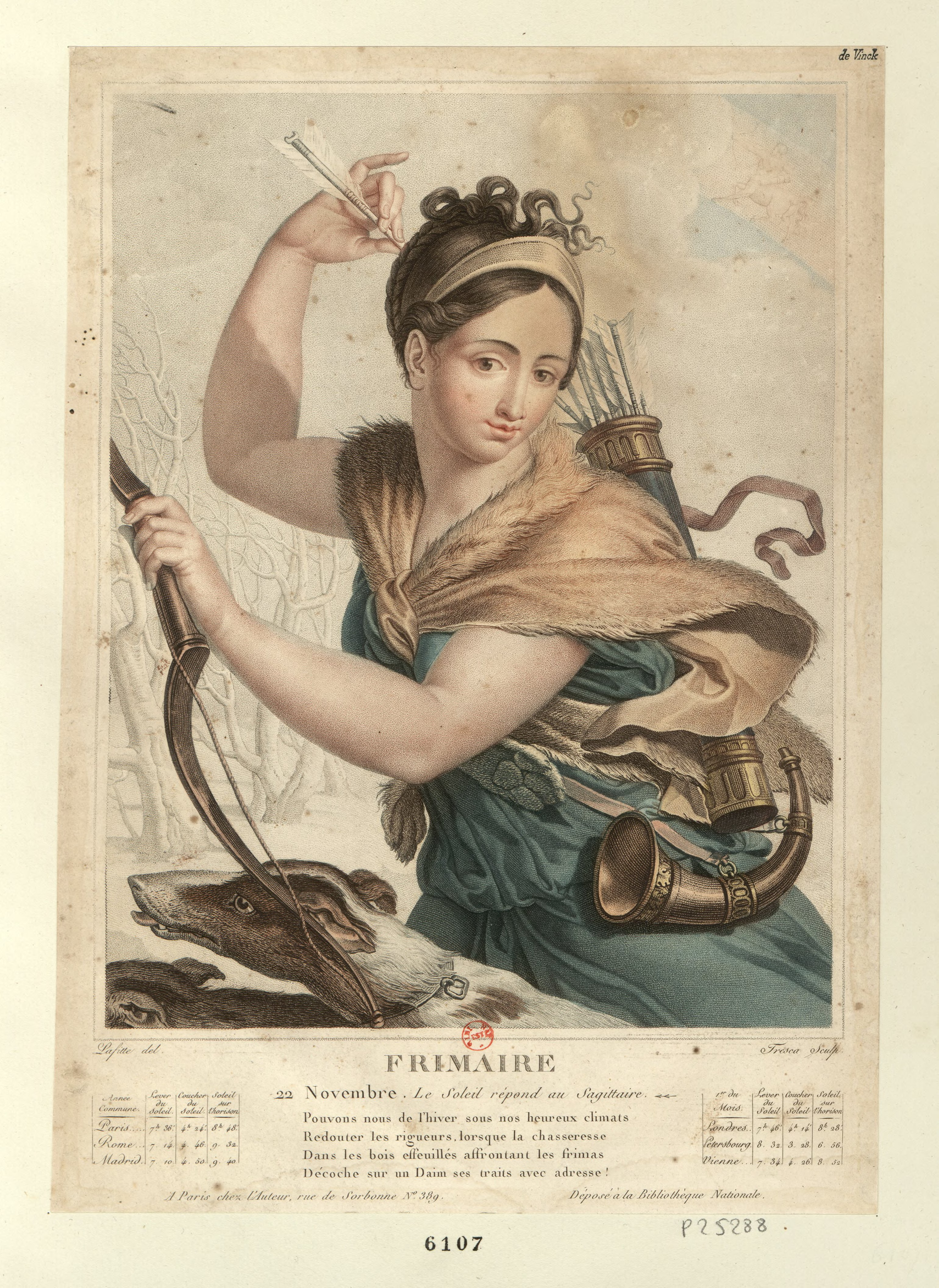
Allegorie des Frimaire

Der Frimaire (deutsch auch Reifmonat, Frostmonat) ist der dritte Monat des republikanischen Kalenders der Französischen Revolution. Er folgt auf den Brumaire, ihm folgt der Nivôse.
Der Name ist vom Französischen frimas ,Raureif‘ abgeleitet. Der Frimaire ist der dritte Monat des Herbstquartals (mois d’automne) und damit der dritte Monat des französischen Revolutionsjahrs. Er beginnt etwa am 22. November und endet etwa am 21. Dezember.

## Tagesnamen
Wie alle Monate des Französischen Revolutionskalenders hatte der Frimaire 30 Tage, die in drei Dekaden eingeteilt wurden. Die Tage waren nach landwirtschaftlichen Pflanzen benannt, mit Ausnahme des fünften und zehnten Tages jeder Dekade. Jeder fünfte Tag (Quintidi) wurde nach einem Haustier, jeder zehnten Tag (Decadi) nach einem landwirtschaftlichen Gerät benannt.
Entgegen dem ursprünglichen Vorschlag von Fabre d’Églantine wurden der 8. und der 11. Frimaire „Honig“ und „Wachs“ benannt. Diese beiden Tagesnamen waren zunächst für den Nivôse vorgesehen. Das Prinzip, außer im Nivôse nur Pflanzennamen zu verwenden, wurde dadurch von der Nationalversammlung durchbrochen.
| Tagesnamen für den Frimaire |            |                              |           |                                 |           |                            |
| | 1re Décade | 1re Décade                   | 2e Décade | 2e Décade                       | 3e Décade | 3e Décade                  |
| Primidi | 1.         | Raiponce (Rapunzel)          | 11.       | Cire (Wachs) Thuya (Lebensbaum) | 21.       | Érable sucre (Zuckerahorn) |
| Duodi | 2.         | Turneps Rutabaga (Steckrübe) | 12.       | Raifort (Meerrettich)           | 22.       | Bruyère (Heidekraut)       |
| Tridi | 3.         | Chicorée (Zichorie)          | 13.       | Cèdre (Zeder)                   | 23.       | Roseau (Schilfrohr)        |
| Quartidi | 4.         | Nèfle (Mispel)               | 14.       | Sapin (Tanne)                   | 24.       | Oseille (Sauerampfer)      |
| Quintidi | 5.         | Cochon (Schwein)             | 15.       | Chevreuil (Reh)                 | 25.       | Grillon (Grille)           |
| Sextidi | 6.         | Mâche (Feldsalat)            | 16.       | Ajonc (Stechginster)            | 26.       | Pignon (Pinienzapfen)      |
| Septidi | 7.         | Chou-fleur (Blumenkohl)      | 17.       | Cyprès (Zypresse)               | 27.       | Liège (Korkeiche)          |
| Octidi | 8.         | Miel (Honig) Epicéa (Fichte) | 18.       | Lierre (Efeu)                   | 28.       | Truffe (Trüffel)           |
| Nonidi | 9.         | Genièvre (Wacholder)         | 19.       | Sabine (Sadebaum)               | 29.       | Olive (Olive)              |
| Décadi | 10.        | Pioche (Hacke)               | 20.       | Hoyau (Axt)                     | 30.       | Pelle (Schaufel)           |
| moderne französische Namen erscheinen kursiv – Vorschläge von Fabre d’Églantine, die nicht akzeptiert wurden, erscheinen in Kleinschrift |            |                              |           |                                 |           |                            |

## Umrechnungstafel
| I. | II. | III. | V. | VI. | VII. |

| November | 1792 | 1793 | 1794 | 1796 | 1797 | 1798 | Dezember |

| I. | II. | III. | V. | VI. | VII. |

| November | 1792 | 1793 | 1794 | 1796 | 1797 | 1798 | Dezember |

| IV. | VIII. | IX. | X. | XI. | XIII. | XIV. |

| November | 1795 | 1799 | 1800 | 1801 | 1802 | 1804 | 1805 | Dezember |

| IV. | VIII. | IX. | X. | XI. | XIII. | XIV. |

| November | 1795 | 1799 | 1800 | 1801 | 1802 | 1804 | 1805 | Dezember |

| XII. |

| November | 1803 | Dezember |

| XII. |

| November | 1803 | Dezember |

## Umrechnungsbeispiel
Zu ermitteln ist der 11. Frimaire XIII.
Das Jahr XIII steht in der mittleren Tabelle, darunter das gregorianische Jahr 1804. Unter dem 11. (obere Tageszeile) steht der 2. Da dieser nach dem Monatsübergang (30.→1.) liegt, ist der Dezember gemeint.
Das gregorianische Datum ist also der 2. Dezember 1804.
Siehe auch: Umrechnungstafel zwischen gregorianischem und republikanischem Kalender